# Jerónimo Pereira de Vasconcelos
Jerônimo Pereira de Vasconcelos, primeiro barão e visconde de Ponte da Barca (Ouro Preto, na altura Vila Rica, Brasil colonial, 31 de julho de 1792 — Verride, Montemor-o-Velho, 21 de janeiro de 1875) foi um militar luso-brasileiro. Chegou à patente de marechal-de-campo, além de ministro de Estado honorário e da Guerra. Foi par do reino e fidalgo Cavaleiro da Casa Real.
Filho de Diogo Pereira Ribeiro de Vasconcelos, juiz do crime do Rio de Janeiro e Cavaleiro Professo na Ordem de Cristo, e de Maria do Carmo de Sousa Barradas. Casou-se em 1840 com Maria Leonor Pires Monteiro Bandeira. Seu filho Fernando Luís Pereira de Vasconcelos o sucedeu no viscondado.